# تشارلز بيلوت سمرال
تشارلز بيلوت سمرال (بالإنجليزية: Charles Pelot Summerall)‏ (4 مارس 1867 - 14 مايو 1955) كان جنرالا في جيش الولايات المتحدة حارب في الحرب العالمية الأولى، وكان رئيس أركان الجيش بين 1926 و 1930. كما كان رئيس القلعة بين 1931 و 1953.

## روابط خارجية
- arlingtoncemetery.net : تشارلز بيلوت سمرال، عامة، جيش الولايات المتحدة
- الحرب العالمية الأولى: اهدر حياة في يوم الهدنة من يوسف E. PERSICO (2005)
- The Citadel Archives: Charles Pelot Summerall Collection نسخة محفوظة 27 ديسمبر 2017 على موقع واي باك مشين.